# 尹統
尹統（朝鮮語: 윤통）は、李氏朝鮮の文官であり、朝鮮氏族の慶州尹氏の始祖である。太祖時代に中国明から李氏朝鮮に移住した尹恭の子であり、明で府尹の官職を務めていた尹信の甥である。
尹統は、太宗時代に文科及第し、戸曹参判を務めた。